# باغ حیدری
باغ حیدری یک منطقهٔ مسکونی در ایران است که در دهستان زیدآباد واقع شده‌است.